# Neomyennis nigra
Neomyennis nigra är en tvåvingeart som först beskrevs av Friedrich Georg Hendel 1909.  Neomyennis nigra ingår i släktet Neomyennis och familjen fläckflugor.
Artens utbredningsområde är Peru. Inga underarter finns listade i Catalogue of Life.